# Session des femmes
La session des femmes est une manifestation politique suisse organisée sous la forme d'une session parlementaire spéciale réservée aux femmes.
Elle a lieu à deux reprises : en février 1991 et en octobre 2021.

## Première édition

La session des femmes de 1991, dans la salle du Conseil national.

Organisée dans la salle du Conseil national par les 35 députées siégeant dans l'une des deux chambres de l'Assemblée fédérale, la première édition coïncide avec le 700e anniversaire du Pacte fédéral, le vingtième anniversaire du droit de vote des femmes au niveau fédéral et le dixième anniversaire de l'inscription du principe de l'égalité entre hommes et femmes dans la Constitution fédérale.  
Présidée par Elisabeth Blunschy, l'assemblée compte 200 invitées, dont la première conseillère fédérale Elisabeth Kopp, des présidentes de parlements cantonaux, des conseillères d'État, des militantes féministes et 26 jeunes femmes de 20 ans, à savoir une par canton, dont Mariachiara Cotti, la fille du conseiller fédéral Flavio Cotti. Elle siège pendant deux jours : les 7 et 8 février 1991. 
Les comptes rendus des groupes de travail sont remis au Conseil fédéral. Les travaux débouchent sur plusieurs demandes, notamment une rente AVS indépendante de l'état civil, un bonus au sein de cette assurance pour tâches éducatives, une loi pour réaliser l'égalité des salaires et une assurance-maternité.

### Seconde édition
Une seconde édition de la session des femmes a lieu les 29 et 30 octobre 2021, à l'instigation d'Alliance F, l'organisation faîtière des sociétés féminines suisses, l'année du jubilé du droit de vote des femmes au niveau fédéral. Les 200 participantes sont élues par 12 000 électrices à la suite d'un appel à candidature, et préparent en amont les sujets traités par le plénum au sein de huit commissions.
Les pétitions déposées à l'issue de la session visent notamment l’introduction d’un congé parental, l’imposition fiscale individuelle et l’introduction du droit de vote et d’éligibilité après cinq ans de résidence en Suisse.